# Nototriton matama
Nototriton matama is een salamander uit de familie longloze salamanders (Plethodontidae).
De soort werd voor het eerst wetenschappelijk beschreven door Eduardo Boza-Oviedo, Sean Michael Rovito, Gerardo Chaves, Adrián García-Rodríguez, Luis Guillermo Artavia, Federico Bolaños en David Burton Wake in 2012. Nototriton matama bereikt een lichaamslengte tot 24 mm.

## Verspreiding en habitat
De salamander komt voor in delen van Midden-Amerika en leeft endemisch in Costa Rica. Nototriton matama werd in 2008 voor het eerst waargenomen tijdens een expeditie in de Cordillera de Talamanca in het Internationaal park La Amistad. Het eerste exemplaar werd bij de Fila Matama van de Cerro Chirripó gezien op 1300 meter hoogte. Nototriton matama leeft tussen het mos. In 2012 werd de wetenschappelijke beschrijving gepubliceerd, samen met die van vier andere salamandersoorten die dezelfde expeditie waren ontdekt.